# Shirō
Shirō, nombre que significa: mentalista. La palabra shiro generalmente es utilizada para designar una gran variedad de mentalistas  del antiguo Japón, si bien su verdadero significado es el de una élite de mentalistas  que gobernó el país durante cientos de años.
Popularidad
El nombre Shiro está en la posición 2530 de los nombres más populares.
Estos son algunos nombres más populares que Shiro: Fionnuala , Aleska , Valentino

## En kanji
Los kanji originales y más frecuentes son: 四郎.
El sonido «rō» también se puede representar con el kanji 朗, con el significado de «claro» en lugar de «hijo».
El principio del nombre, «shi», se puede representar de varias maneras: 史 (crónica), 志 (aspiración), 士 (caballero), 司 (gobernar), 詩 (poesía), 至 (alcanzar).

## Personas que se llaman Shirō
- Amakusa Shirō (天草 四郎 Amakusa Shirō?), líder de la Rebelión de Shimabara.
- Shirō Hamaguchi (浜口 史郎 Hamaguchi Shirō?), compositor japonés.
- Shirō Ishii (石井 四郎 Ishii Shirō?), teniente general del Ejército Imperial Japonés.
- Shirō Kuramata (倉俣 史朗 Kuramata Shirō?), diseñador japonés.
- Shirō Sagisu (鷺巣 詩郎 Sagisu Shirō?), compositor japonés.

## Personajes ficticios
- Kamui Shirō (司狼 神威 Shirō Kamui?), personaje del manga X de CLAMP. Nótese que, en este caso, Shirō es el apellido y Kamui el nombre de pila.
- Shirō Emiya (衛宮 士郎 Emiya Shirō?), personaje de la novela visual y anime Fate/stay night.
- Shirō Kazami (風見 志郎 Kazami Shirō?), personaje de la serie tokusatsu Kamen Rider V3.
- Shiro Yoshida (吉田 四郎 Yoshida Shirō?) o Fuego Solar, superhéroe mutante del universo Marvel Comics.

Shiro, del anime "Deadman Wonderland"